# Adèle Dupuis
Adèle Dupuis, née Antoinette Nicole Dupuis à Paris le 6 décembre 1789 et morte dans cette ville le 14 mai 1847, est une actrice française en vogue au début du XIXe siècle. Elle a connu ses plus grands succès à l’Ambigu-Comique et à la Gaîté.

## Biographie
Adèle Dupuis (ou Dupuy, selon les circonstances), est entrée au conservatoire de musique en 1799, dans la classe de Louis Auguste Richer, professeur de chant hommes et femmes, jusqu'en 1801. En 1800 et 1801, elle suit en parallèle les cours de messieurs Dugazon et Lasuze, professeurs de chant déclamé. C'est dans cette classe qu'elle côtoie Louis Nourrit et Alexandre Valbrun. Alexis Valbrun, fils de ce dernier, sera leur filleul le 3 janvier 1803.
Elle a un enfant, en 1812, Édouard Robert Guillaume Dupuis, de père inconnu, décédé à 4 mois, puis un autre Édouard Robert Guillaume à nouveau (1813-1850), également de père inconnu, artiste peintre. Elle meurt à Paris en 1847, 17 ans après avoir mis fin à sa carrière. À son décès, Charles-Maurice Descombes écrit, concernant les pièces qu'elle a jouées : « elle y apportait un zèle de tous les jours et se montrait après cent cinquante représentations ce qu'elle avait été à la première, soigneuse et toujours à la scène ».

## Sa carrière
Elle commence sa carrière au théâtre Mareux, rue Saint-Antoine, sur l'une des nombreuses scènes parisiennes présentes au moment de la révolution, mais qui disparaissent sous l'Empire. Ce théâtre fermé, elle est engagée à l'Ambigu-Comique, pour y jouer les jeunes premières de mélodrames. « Jolie, décente, distinguée, douée d'une physionomie expressive et d'un organe plein de sensibilité, Mlle Dupuis donnait les preuves d'un talent très sérieux. ». Elle connait de grands succès à l'Ambigu, comme L'Enfant de l'amour, Elvérine de Wertheim, Amélasis, La Mendiante, Pharamond, Irza, Les Amis du Mogol, etc. Belle et talentueuse, elle a beaucoup d'admirateurs, « c'était la femme de Paris qui s'habillait avec le plus d'élégance, à tel point que les coquettes allaient au théâtre exprès pour prendre sur elle des leçons de bonne mise ».
En 1817, elle quitte l'Ambigu-Comique pour la Gaîté, où le succès la suit.
Elle y joue de nombreuses pièces dont Bouton de rose, la Fille de l'exilé, Pascal Paoli, le Château de Lochleven, Polder ou le Bourreau d'Amsterdam, l'Aigle des Pyrénées, la Tête de mort, etc.
Elle devient la reine du mélodrame du théâtre de la Gaîté. « Il n'est pas un habitant du Marais auquel elle n'ait arraché des larmes. Elle est tellement pénétrée de l'esprit de ses rôles, que d'abondantes larmes inondent souvent ses paupières ». Adèle Dupuis est pendant plus de vingt ans, l'idole du public parisien. En 1829, on peut lire « il y a si longtemps que mademoiselle Dupuis représente les petites filles, qu'une autre, à sa place, ne serait considérée plus que comme une grand maman. Mais il n'en est pas ainsi pour cette actrice qui tient toujours l'emploi des ingénues, à la grande satisfaction des habitués du théâtre de la Gaîté, où elle a pleuré dans son adolescence, où elle pleure dans son âge mûr, et où probablement, elle pleurera... toujours. ». Elle a alors 49 ans. Elle est représentée sur de nombreuses gravures des pièces dans lesquelles elle joue.
Elle prend sa retraite au début de l'année 1830, à 50 ans.

## Théâtre

### Carrière au Théâtre de l'Ambigu-Comique
- 1808 : Elvérine de Wertheim, mélodrame d'Auguste Lamey : Elvérine
- 1809 : La Fille mendiante, mélodrame de Corsse et Jean-Guillaume-Augustin Cuvelier de Trie : Stephana
- 1810 : Irza ou Les Conjurés à Tescuco, mélodrame d'Auguste Lamey : Irza
- 1811 : Amélasis ou Amour et ambition, mélodrame d'Hubert : Thomira
- 1811 : Le Baron de Felsheim, mélodrame d'Alexandre Bernos :
- 1813 : L'Enfant de l'amour, mélodrame de Louis-Charles Caigniez :
- 1813 : Palmerin ou Le Solitaire des Gaules, mélodrame de Victor : Olora
- 1813 : Archambaud, mélodrame de Leblanc : Emma
- 1815 : Amour, honneur et devoir ou Le Rapt, mélodrame de Pierre-Joseph Charrin : Elvire
- 1815 : Le Fils banni, mélodrame de Frédéric Dupetit-Méré : Célesta
- 1815 : L'An 1835 ou L'Enfant d'un Cosaque, mélodrame de Victor : Sophie